# Борейко Валентин Іванович
Валентин Іванович Борейко (нар. 27 травня 1937, Деражня, сучасна Хмельницька область) — радянський футболіст і футбольний тренер, український футбольний тренер.

## Життєпис

### Кар'єра футболіста
Народився в сім'ї аграріїв: мати була ланковою, а батько, з роду Борейко, був головним агрономом Гарнишевського району. Батько загинув 1942 року під Тернополем. Після війни мати з дитиною переїхали до Львова. Займався гімнастикою, легкою атлетикою. Перші вуличні ігри у футбол проводив з однолітками на площі Старий Ринок, а потім на Високому Замку. 1952 року деяих хлопців з вуличної команди Карло Мікльош і Володимир Казнійчук запросили до команди «Спартак» (Львів). У 1952 — 1953 роках спартаківці виграли юнацьку першість міста та здобули Кубок Львова. 1953 року у складі збірної школи №11, де Борейко був капітаном, юнак переміг у чемпіонаті міста серед школярів.
Навчався у ДЮСШ (Львів), де його тренером був Анатолій Музикантов, а потім — Степан Нирко. Нирко був тренером юнацької збірної Львівської області й запросив туди Валентина Борейка, призначивши його капітаном. 1955 року львів'янина запросили до юнацької збірної УРСР і того ж року команда республіки перемогла в першості СРСР. 1955 року намагався вступити до Львівського медичного інституту, але невдало. Почав грати за команду «Більшовик» і працювати на шоколадній фабриці.
Довгий час паралельно займався легкою атлетикою — переміг у Спартакіаді товариства «Харчовик» 1956 у стрибках у висоту.
1956 року провів 5 ігор за дубль СКА (Львів), де грав, щоб не проходити війському службу, згодом вступив до Львівського інституту фізкультури, де була військова кафедра. Грав за збірну інфізу, яку тренував Василь Соломонко. Колектив неодноразово ставав чемпіоном міста серед ВНЗ, а також двічі виграв першість СРСР серед вищих навчальних закладів. У 1958 львівський СКІФ посів 2-е місце на Кубку СТ «Буревісник» в Мелітополі. Під час навчання в інституті грав також за команду Шкірзаводу (1957 — 1958, тренер — Карло Мікльош) та Львівсільмашу (1959 — 1960, тренер — Юрій Зубач). 1959 року «Сільмаш» посів 4 місце в першості УРСР серед колективів фізкультури. У 1961 — 1963 роках грав у команді «Харчовик» (Винники), яку тренував Богдан Маркевич. Колектив мав можливість потрапити до класу «Б» чемпіонату СРСР, але в перехідних іграх 1961 року поступився «Нафтовику» (Дрогобич).

### Тренерська діяльність
У 1959 — 1960 роках студент працював тренером молодших дітей у ДСТ «Трудові резерви». Команда посіла 3-є місце серед молодших дітей у першості міста. Після закінчення інституту Валентина Борейка скерували на постійне місце праці у «Трудові резерви». Після того як 1961 року команда Львівщини під керівництвом Борейка перемогла в чемпіонаті УРСР товариства «Трудові резерви», його призначили наставником збірної України товариства «Трудові резерви». Юний фахівець готував збірну республіки до Всесоюзної Спартакіади ДСТ «Трудові резерви», де українці посіли третє місце.
З 1961 до 1965 викладав на кафедрі спортивних ігор Львівського інституту фізкультури. З 1965 — старший викладач кафедри.
Коли 1971 року відкрився Львівський спортінтернат, Борейка призначили старшим тренером-викладачем відділення футболу. Разом з ним у спортивному інтернаті почав працювати Ярослав Дмитрасевич. За період 1971 — 1978 Валентин Борейко підготував 3 гравців юнацької збірної СРСР і 12 гравців юнацької збірної УРСР.
Наприкінці 1970-х був заступником голови Федерації футболу Львівської області.
У сезоні 1981 працював у тренерському штабі «Карпат» (Львів) у першій лізі.

## Вихованці
Уподовж багаторічної роботи дитячим тренером помітив талант чи виховав чимало відомих футболістів:
- Олексій Швойницький (виступав, зокрема за «Карпати» Львів і «Ністру» Кишинів)
- Богдан Бандура («Карпати» Львів, ФК «Львів»)
- Володимир Устінов
- Іван Паламар («Карпати» Львів, «Динамо» Київ)
- рекомендував Василя Раца (майбутнього гравця «Динамо» Київ і збірної СРСР) до Львівського спортінтернату, де був його тренером